# Piraña

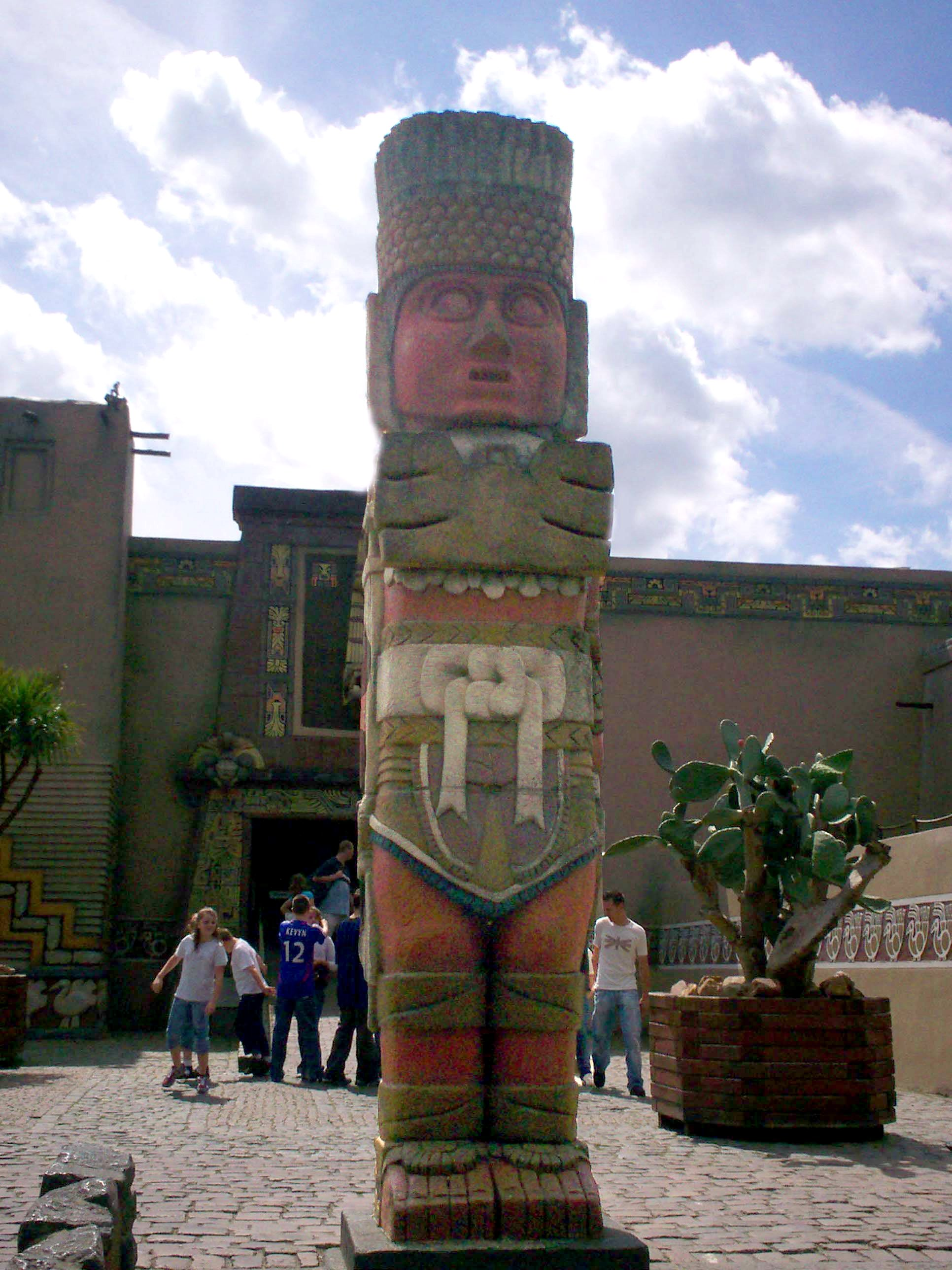
De stenen wachter aan de uitgang van de Piraña.

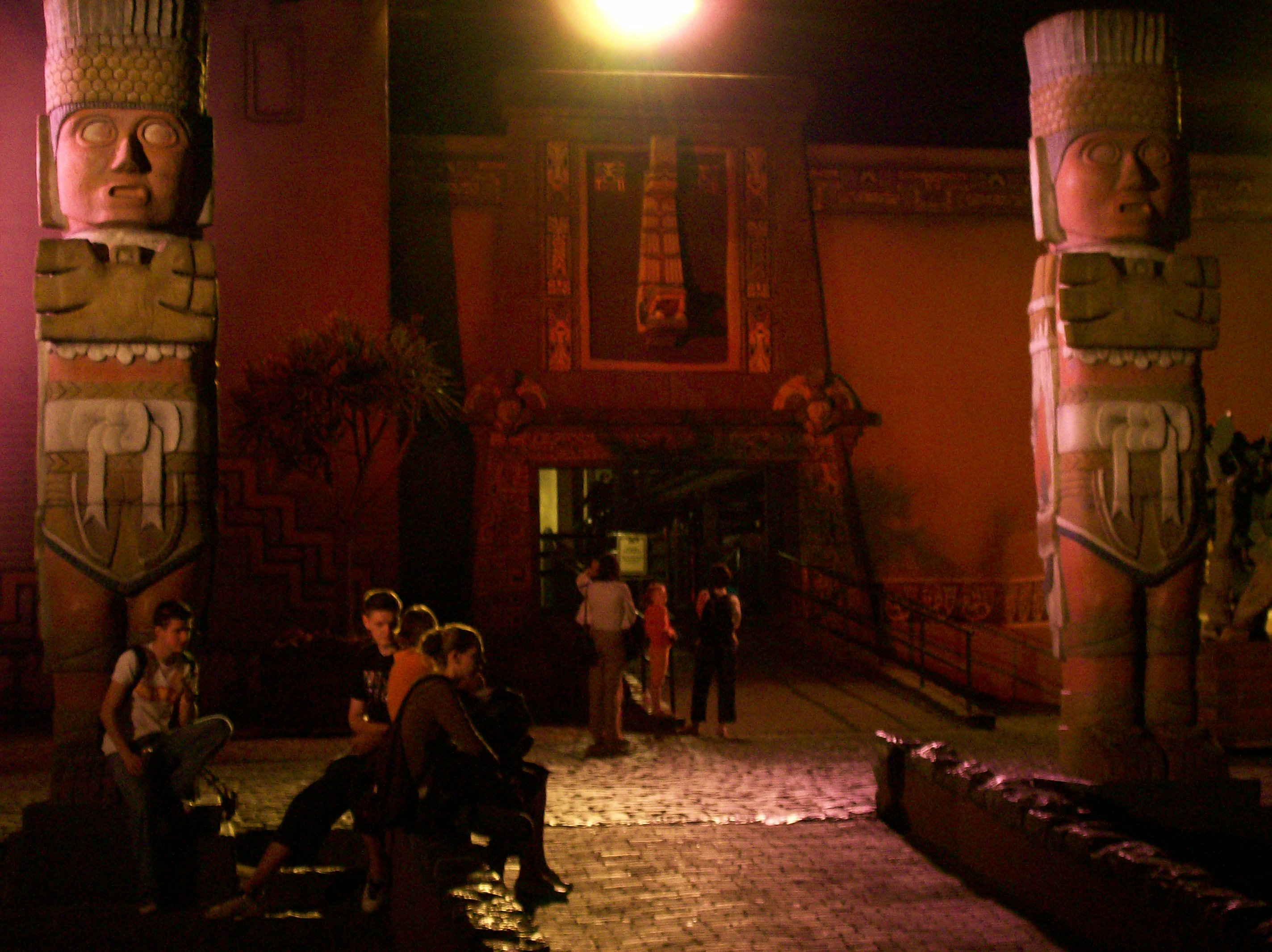
Het station.

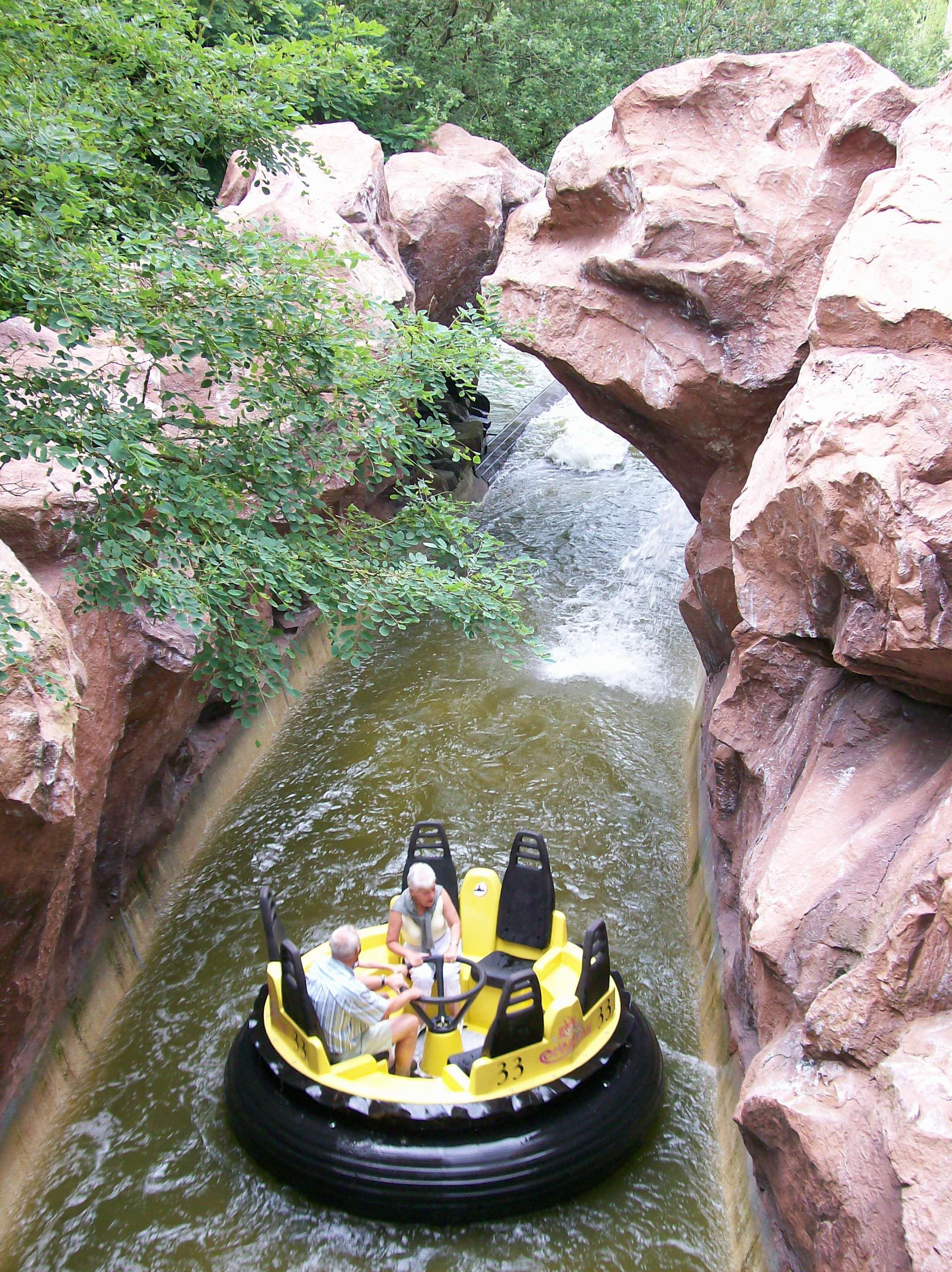
De baan.

De Piraña is een rapid river in het Nederlandse attractiepark de Efteling in Kaatsheuvel. De attractie, met de werknaam 'Rapid River', werd op 18 mei 1983 officieel geopend door mr. Pieter van Vollenhoven en kreeg toen zijn huidige benaming. Andere namen die bedacht waren voor de attractie en waarvoor Ton van de Ven een logo had gemaakt, waren Kon Tiki en Uru Bamba. De Piraña is de eerste rapid river die in Europa geopend werd.

## Ontwerp
Het principe van de waterbaan en de draaischijf komt van het Zwitserse bedrijf Intamin, dat ook de Gondoletta heeft gefabriceerd. Hoewel de Efteling al in 1980 met het idee voor een dergelijke baan speelde, is het Astroworld in Houston (Texas, Verenigde Staten) die de primeur heeft.

## Sfeer
De Meso-Amerikaanse sfeer van de attractie is gebaseerd op de architectuur en artistieke uitingen van diverse pre-Colombiaanse culturen. De ronde vlotten deden ontwerper Ton van de Ven denken aan het boek 'Waren de Goden Kosmonauten?' van de schrijver Erich von Däniken en de onverklaarbare perfect ronde cirkels in Zuid-Amerikaanse landschappen. Dit bracht hem bij de culturen van de Inca's, Maya's en Azteken.

## Muziek
Van origine werd het nummer 'Bamboléo' van de Gipsy Kings in de attractie gespeeld. Na een grote renovatie is de muziek aangepast.
Het Spaanstalige lied dat bij de wachtrij is te horen is ingezongen door Alma Nieto. De muziek hiervan is in 2009 gecomponeerd door René Merkelbach.

## Techniek
De attractie bevat een 7 meter diepe pompkelder met hierin 4 pompen met een totaalvermogen van 300 kilowatt. (De attractie kan bij een eventuele storing ook op 3 pompen draaien.) Hiermee is de attractie de grootste stroomverbruiker van het park. 's Nachts is het water in rust en stroomt het allemaal naar het eind van de attractie en in het bassin in het midden van de attractie. Dit komt doordat het verval in de attractie drie meter bedraagt. De attractie maakt gebruik van 35.000 m³ water. Als het park 's morgens open gaat worden de pompen opgestart en wordt het water de geul ingepompt. Door middel van balken van verschillende dikten en door de bochten worden stroomversnellingen en golven gecreëerd. In minder dan vijf minuten is de attractie klaar voor gebruik.

## Vlotten
De ronde vlotten van de attractie drijven op grote banden en hebben de kleuren geel of oranje. In een vlot kunnen 6 passagiers plaatsnemen. In 2010 zijn er nieuwe 6-persoonsvlotten gekomen. Deze hebben nu de kleuren oranje, felgeel en lichtbruin. Andere veranderingen ten opzichte van de oude vlotten zijn extra beugels bij het instappen (aan de zijkanten van de zittingen), antisliptreden en een grotere binnenring om je aan vast te houden.

## Incidenten

### 2003
Op 15 september 2003 kantelde een bootje van de wildwaterbaan Piraña, waarin zes personen aanwezig waren. Hierop moesten drie volwassenen en twee kinderen zich laten behandelen in het ziekenhuis in verband met snij- en schaafwonden, kneuzingen en een lichte hersenschudding. De plaats van het ongeval kwam precies overeen met de plaats van het ongeval met deze attractie in 1995.

### 2000
In de zomer van 2000 kwamen drie personen te water tijdens een rit in de Piraña, nadat het bootje waar de bezoekers in zaten tijdens de rit klem kwam te zitten.

### 1995
In 1995 sloegen twee jongens overboord tijdens een rit in de wildwaterbaan Piraña, nadat twee boten elkaar in de versmalling aan het einde omhoog duwden. De twee jongens bleven vastzitten onder hun boot.

## Trivia
- De foto-installatie, die tijdens de rit een foto maakt van het bootje met passagiers en welke foto's na de rit gekocht kunnen worden, is later toegevoegd. Eerst stond deze vlak voor het eind van de rit, langs het grote rechte stuk. Later is deze vlak voor de geknoopte brug geplaatst, met langs de oever een groot aankondigingsbord, om in 2002 weer terug te keren naar de oude locatie. In 2010 is de installatie enkele meters naar voren geplaatst.
- Deze attractie is niet geopend tijdens de Winter Efteling.
- Tot aan de opening van Dutch Water Dreams in Zoetermeer werden op de baan van de Piraña ook wedstrijden Kanoslalom gehouden, waaronder het NK Kanoslalom.
- In 2024 werd de attractie gerenoveerd. Niet enkel de technisch, maar ook werden de rotspartijen en de decors vernieuwd. De renovatie van 8 maanden kostte 8 miljoen euro.